# Schlegelia dressleri
Schlegelia dressleri är en tvåhjärtbladig växtart som beskrevs av Alwyn Howard Gentry. Schlegelia dressleri ingår i släktet Schlegelia och familjen Schlegeliaceae. Inga underarter finns listade i Catalogue of Life.